# Райзінг-Сан (Індіана)
Райзінг-Сан (англ. Rising Sun) — місто (англ. city) в США, в окрузі Огайо штату Індіана. Населення — 2248 осіб (2020).

## Географія
Райзінг-Сан розташований за координатами 38°57′13″ пн. ш. 84°51′12″ зх. д. / 38.95361° пн. ш. 84.85333° зх. д. (38.953742, -84.853294).  За даними Бюро перепису населення США в 2010 році місто мало площу 4,06 км², з яких 3,75 км² — суходіл та 0,31 км² — водойми.

## Демографія
Згідно з переписом 2010 року, у місті мешкали 2304 особи в 1004 домогосподарствах у складі 591 родини. Густота населення становила 567 осіб/км².  Було 1124 помешкання (277/км²).
Расовий склад населення:
| - 97,8 % — білих - 0,7 % — чорних або афроамериканців - 0,4 % — азіатів - 0,1 % — корінних американців |

До двох чи більше рас належало 0,6 %. Частка іспаномовних становила 1,8 % від усіх жителів.
За віковим діапазоном населення розподілялося таким чином: 19,6 % — особи молодші 18 років, 60,6 % — особи у віці 18—64 років, 19,8 % — особи у віці 65 років та старші. Медіана віку мешканця становила 43,9 року. На 100 осіб жіночої статі у місті припадало 91,2 чоловіків;  на 100 жінок у віці від 18 років та старших — 88,3 чоловіків також старших 18 років.
Середній дохід на одне домашнє господарство  становив 46 998 доларів США (медіана — 37 596), а середній дохід на одну сім'ю — 57 184 долари (медіана — 49 435). Медіана доходів становила 37 375 доларів для чоловіків та 29 250 доларів для жінок. За межею бідності перебувало 12,3 % осіб, у тому числі 17,0 % дітей у віці до 18 років та 9,1 % осіб у віці 65 років та старших.
Цивільне працевлаштоване населення становило 1072 особи. Основні галузі зайнятості: мистецтво, розваги та відпочинок — 26,8 %, освіта, охорона здоров'я та соціальна допомога — 17,3 %, виробництво — 16,7 %.